# Lissochlora dubiaria
Lissochlora dubiaria är en fjärilsart som beskrevs av Charles Oberthür 1916. Lissochlora dubiaria ingår i släktet Lissochlora och familjen mätare. Inga underarter finns listade i Catalogue of Life.